# Knut Eskilsson (Banér)
Knut Eskilsson (Banér), död mellan 19 november 1516 och 1518, var en svensk riddare, riksråd och lagman.

## Biografi
Knut Eskilsson var son till riddaren och riksrådet Eskil Isaksson (Banér) och hans första hustru Cecilia Haraldsdotter (Gren), och äldre halvbror till riksrådet Nils Eskilsson (Banér) och bror till Sigrid Eskilsdotter (Banér). Han var riksråd 1476–1515 och lagman i Västmanlands och Dalarnas lagsaga, Västergötlands lagsaga och Upplands lagsaga. Han blev dubbad till riddare vid kung Hans kröning i Storkyrkan i Stockholm 26 november 1497. 1517 blev han hövitsman  i Stockholm.
Knut Eskilsson deltog aktivt i inbördeskriget under Sturetiden, och stödde allmänt Sturepartiet. Han sålde Venngarn till Sten Sture den yngre den 19 november 1516. Äldre uppgifter gjorde gällande att han avrättats vid Stockholms blodbad 1520, men senare forskning har visat att han då redan var död. Knut Eskilsson var gift med Kristina Eriksdotter (Örnfot), dotter till riksrådet Erik Magnusson (Örnfot), till Konungssund, och Elseby Pedersdotter (bölja) till Nääs. Kristina Eriksdotter levde ännu 1505 och avled på Venngarn senast 1511.

## Barn
1. Dordi Knutsdotter till Venngarn, levde 1527, gift med hövitsmannen på Kalmar slott, riksrådet Kristiern Johansson (Vasa), till Örby.